# Zhu'ao
Zhu'ao (kinesiska: 珠岙, 珠岙镇) är en köping i Kina. Den ligger i provinsen Zhejiang, i den östra delen av landet, omkring 170 kilometer sydost om provinshuvudstaden Hangzhou. Antalet invånare är 16174. Befolkningen består av 7 786 kvinnor och 8 388 män. Barn under 15 år utgör 18,0 %, vuxna 15-64 år 70 %, och äldre över 65 år 11,0 %.
Genomsnittlig årsnederbörd är 2 140 millimeter. Den regnigaste månaden är augusti, med i genomsnitt 364 mm nederbörd, och den torraste är januari, med 70 mm nederbörd.